# كريستوفر سمارت
كان كريستوفر سمارت (11 أبريل 1722- 21 مايو 1771) شاعرًا إنجليزيًا. كان أحد كبار المساهمين في مجلتين شهيرتين هما ذا ميدوايف وذا ستيودنت، وصديقًا لأيقونات ثقافية نافذة مثل سامويل جونسون وهنري فيلدينغ. كان سمارت، وهو أنجيليكي من الكنيسة العليا، ذائع الصيت في جميع أرجاء لندن.
حظي سمارت بسمعة سيئة بسبب القابلة التي حملت الاسم المستعار «السيدة ماري ميدنايت» وبسبب الروايات المنتشرة عن والد زوجته، جون نيوبيري، الذي وضع سمارت في مصحة عقلية لسنوات عديدة بسبب «هوسه» الديني المزعوم. حتى بعد إطلاق سراح سمارت في النهاية، استمرت السمعة السلبية في ملاحقته لأنه كان معروفًا في تجشم ديون أكثر مما يمكنه سداده، وأدى ذلك في النهاية إلى سجنه في سجن المدينين حتى وفاته.
أشهر عملين له هما أغنية لديفيد وآغنو المبتهج، وكلاهما كُتب جزء منها على الأقل في أثناء احتجازه في المصحة. لكن آغنو المبتهج لم تُنشر حتى عام 1939 وتلقت أغنية لديفيد مراجعات متفاوتة حتى القرن التاسع عشر. بين معاصريه، كان سمارت معروفًا بصورة أساسية لمساهماته العديدة في مجلتي ذا ميدوايف وذا ستيودنت، إلى جانب قصائد جائزة سيتون الشهيرة وملحمته الهازئة ذا هيلياد. رغم أنه يُعرف في المقام الأول بكونه شاعرًا دينيًا، يضم شعره موضوعات أخرى متعددة، مثل نظرياته عن الطبيعة وترويجه للقومية الإنجليزية.

## سيرته

### نشأته
وُلد كريستوفر سمارت في شيبورن بكنت، إنجلترا على عزبة فيرلون العائدة لويليام فيكونت فين، وهو أصغر أبناء اللورد بارنارد من قلعة بارنارد. وفقًا لابن أخيه، كان «ذو بنية حساسة لأنه وُلد قبل الموعد الطبيعي». عُمد في أبرشية روثام في 11 مايو 1722. كان والده بيتر سمارت، رئيس خدمٍ أو كيل مزرعة في فيرلون. كانت والدته، وينيفريد (غريفيس قبل زواجها) من رادنورشاير في ويلز. قبل أن تلد كريستوفر، أنجبت وينيفريد ابنتين هما مارغريت وماري آن.
في صغره، كانت فيرلون مستقر كريستوفر فين، البارون بارنارد الأول، والليدي بارنارد، التي ورّثت سمارت 200 جنيه استرليني. يفترض أنه تلقى هذا المبلغ بسبب قُرب والده من عائلة فين، وسُمي سمارت تيمنًا بكريستوفر فين، واعتُبر الصبي «فخر فيرلون». في 1726، بعد ثلاث سنوات من وفاة كريستوفر فين، اشترى بيتر سمارت هول بليس في إيست بارمينغ، والذي تضمن قصرًا وحقولًا وبساتين وحدائق وغابة، وكانت هذه الأملاك مؤثرة على امتداد حياة سمارت اللاحقة. من سن الرابعة حتى الحادية عشرة، قضى معظم وقته في المزارع، لكنه لم يشارك، ما أدى إلى تكهنات أنه كان يعاني من نوبات ربو. لكن لا يتفق جميع الباحثين على أنه كان «شابًا سقيمًا». يرجع السجل المكتوب الوحيد للأحداث خلال طفولته إلى قصيدة قصيرة كتبها في سن الرابعة يتحدى فيها منافسًا على مشاعر فتاة تبلع من العمر اثني عشر عامًا.
عندما كان سمارت في هول بليس، أُرسل إلى مدرسة قواعد ميدستون المحلية حيث درّسه تشارلز والوين، وهو باحث في كلية إيتون حصل على ماجستير في الآداب من كلية كينغ بكامبريدج في 1696. وكان فيها أن تلقى سمارت تعليمًا مكثفًا باللغتين اللاتينية واليونانية. لكنه لم يُكمل تعليمه في ميدستون نظرًا لوفاة والده في 3 فبراير 1733، وأخذته والدته رفقة أشقائه ليعيشوا قرب أقاربهم في دورهام بعد بيع جزء كبير من العزبة وسداد ديون بيتر سمارت.
ارتاد سمارت بعد ذلك مدرسة دورهام، حيث كان المبجل السيد ريتشارد دونغورث المدير، ومن غير المعروف ما إن كان يعيش مع عمه جون سمارت أم مع مدير المدرسة. قضى إجازاته في قلعة رابي، التي كانت ملكًا لهنري فين، إيرل دارلينغتون الأول، وهو حفيد كريستوفر فين. كان لهنري فين وزوجته غريس، أخت ويليام وهنرييتا فيتزوري دوق ودوقة كليفلاند، أربعة أطفال، هم هنري وفريدريك وآن وماري. كانوا أصغر من سمارت ببضع سنوات فقط وصاروا رفقاء لعب، إذ «تزامل» آن وهنري وكريستوفر وأخته مارغريت على التوالي. على الرغم من أن الوفاق لم يسفر عن شيء، وُصفت آن تقليديًا بأنها «حبه الأول». في خلال الوقت الذي قضاه مع عائلة فين، خصص سمارت العديد من القصائد لهنرييتا، دوقة كليفلاند. كان قربه من عائلة فين إلى جانب مهارته في التعلُم التي حثت هنرييتا على منحه راتبًا تقاعديًا قدره أربعين جنيهًا استرلينيًا سنويًا، واستمر زوجها في دفعه بعد وفاتها في 1742. مكن هذا سمارت من ارتياد كلية بيمبروك في كامبريدج.

### الكلية
قُبل سمارت في كلية بيمبروك في 20 أكتوبر 1739 بصفة طالب مساعد تحت إشراف ليونارد أديسون. ورغم عدم وضوح سبب اختياره كلية بيمبروك، ذُكر اسم أديسون في عقد أمانة بيتر سمارت (1729). بصفته طالبًا مساعدًا، كان يخدم بين الحين والآخر «طاولة الزملاء» ويؤدي مهام دونية أخرى. في 12 يوليو 1740، تلقى «منحة مؤسسة الدكتور وات»، التي منحته ست جنيهات في العام حتى حصل على درجة البكالوريوس في الفنون. بالإضافة إلى هذا الدخل، مُنح أيضًا أربع جنيهات في العام لأجل المنحة. ورغم أنه كان ناجحًا أكاديميًا، بدأ بتكديس الديون من أجل سداد تكاليف أسلوب حياته الباهظ في أثناء وجوده في الكلية.
في الوقت الذي قضاه في بيمبروك، استعار سمارت عددًا كبيرًا من الكتب التي تتراوح بين مجالات الأدب والدين والعلوم. ساعدته هذه الكتب عندما كتب ثلاثية «تريبوس فيرس»، واحدة في نهاية كل عام. كُتبت هذه القصائد باللاتينية وأدت، إلى جانب قصائده اللاتينية الأخرى كترجمته لقصيدة غنائية في عيد سيسيليا بقلم ألكسندر بوب، إلى تلقيه منحة كرافن للكلاسيكيات في 10 يونيو 1742، والتي منحته 25 جنيهًا استرلينيًا ل14 عامًا. بررت هذه المنح لسمارت، بالإضافة إلى صيرورته زميلًا في 1743، تسميته نفسه «بباحث الجامعة».
في 1743، نشر سمارت ترجمته لقصيدة ألكسندر بوب قصيدة غنائية في عيد سيسيليا ودفع تكاليف النشر بنفسه. أراد أن يكسب بهذه الترجمة استحسان بوب وأن يترجم مقالة عن الرجل التي كتبها، لكن بوب رفض الفكرة، وبعد رد جاء في رسالة ولقاء محتمل بين الاثنين، ترجم سمارت مقالة عن النقد بقلم بوب بدلًا منها. قدّر سمارت الرسالة الأولية التي أرسلها بوب ووصى فيها بالترجمة المستقبلية. ردًا على هذه الرسالة وعلاقته الناشئة مع بوب، كرمه زملاؤه في بيمبروك بصورة شخصية تظهره يحمل رسالة بوب وسمحوا له بكتابة قصيدة احتفالًا بعيد بيمبروك الأربعمئة في 1744.